# Alpheus heterochaelis
Il gambero pistola (Alpheus heterochaelis Say, 1818) è un crostaceo della famiglia Alpheidae; originario dell'oceano Atlantico occidentale, è diffuso nella Carolina del Nord, nelle Isole Bermuda, in Brasile e nelle Indie occidentali.
Il gambero pistola deve il suo nome alla peculiare caratteristica di una delle sue chele, indifferentemente la destra o la sinistra, che è molto più grande dell'altra; con essa, aprendola e poi chiudendola velocemente, il crostaceo può produrre delle onde d'urto di devastante potenza, letali per piccoli animali. Il fenomeno è causato dall'esplosione delle bolle di cavitazione generatesi nel flusso d'acqua, che può raggiungere la velocità di 115 km/h, la pressione sonora di 210 dB e la temperatura di circa 4 400 °C.
Altra peculiarità dell'Alpheus heterochaelis è quella di avere gli occhi tra i "più veloci" del regno animale, avendo una frequenza d'aggiornamento di 160 Hz, ovvero in ogni secondo 160 immagini passano attraverso il nervo ottico dell'animale.
Sebbene il nome di "gambero pistola" sia spesso riferito a tale specie, in generale si identificano con lo stesso nome anche altri crostacei delle famiglie Alpheidae e Palaemonidae, che condividono con l'Alpheus heterochaelis la stessa peculiarità, come ad esempio il Synalpheus parneomeris, e il Synalpheus pinkfloydi.

## Distribuzione
Il gambero è originario dell'oceano Atlantico occidentale ed è diffuso nelle acque della Carolina del Nord, nelle Isole Bermuda, in Brasile e nelle Indie occidentali, maggiormente abbondante all'inizio dell'estate per poi diminuire verso la fine di luglio.
L'Alpheus heterochaelis predilige un habitat protetto con fondali poco profondi quali barriere coralline, letti di ostriche, fondali fangosi o ricoperti di alghe o conchiglie, paludi salate oppure fangose.

## Descrizione

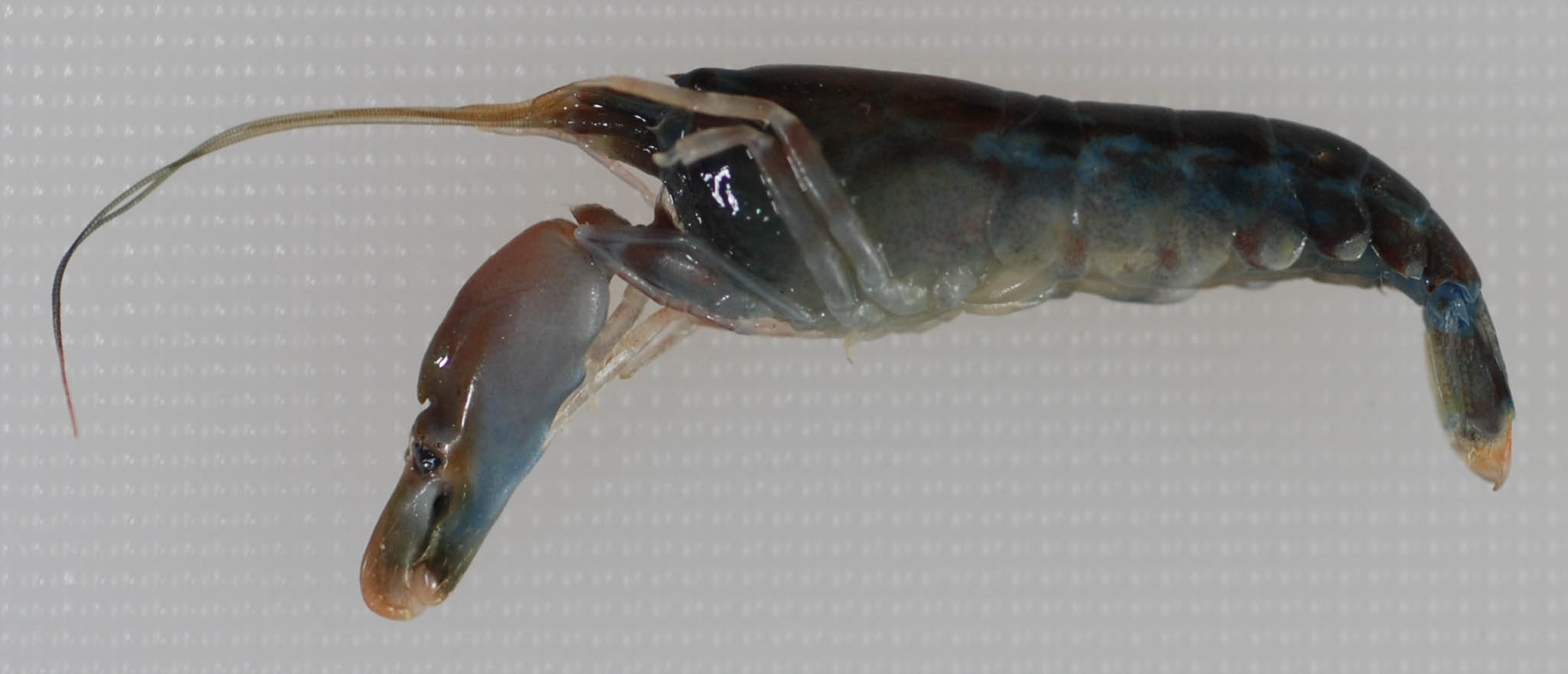
Esemplare di Alpheus heterochaelis della lunghezza di circa 28 mm

Il carapace del gambero solitamente ha una lunghezza compresa tra i 6 mm e i 20 mm, anche se sono stati osservati esemplari adulti di dimensioni ben più considerevoli, che raggiungevano lunghezze comprese tra i 3 cm e i 5 cm. Il carapace è traslucido, liscio e senza spine, di colore verde scuro. Gli uropodi terminano con la punta arancione e blu e il rostro è di piccole dimensioni. Ha la peculiare caratteristica che una delle sue chele, indifferentemente la destra o la sinistra, è molto più grande dell'altra e raggiunge dimensioni pari a circa la metà del corpo; tale fenomeno è detto "eterochelia". Studi condotti su esemplari di gamberi pistola non hanno identificato organi uditivi.
La chela maggiore, detta "schioccante" è asimmetrica; una parte è fissa (propus) mentre l'altra metà (dattilo) può flettersi incastrandosi come uno stantuffo in un piccolo alloggiamento della parte fissa. Contraendo un apposito muscolo, il gambero mette in tensione il dattilo, sganciandolo dall'alloggiamento del propus al momento dello "sparo". L'energia accumulata durante la tensione viene liberata con potenza generando un flusso d'acqua verso l'obiettivo, contenente bolle di cavitazione; il flusso può raggiungere la velocità di 115 km/h, la pressione sonora di 210 dB e la temperatura di circa 4 400 °C, e colpisce l'avversario o la preda con effetti spesso letali. Il fenomeno, in determinate condizioni, può provocare sonoluminescenza. Il forte suono prodotto è causato non tanto dal rapido rilascio della chela, ma dal collasso delle bolle di cavitazione prodotte.
La chela dell'animale, per proteggersi dall'elevato stress meccanico e termico prodotto dal suo schiocco, è costituita da un materiale composito a sandwich, con elevato potere di isolamento termico e di assorbimento dell'energia meccanica.
Il contemporaneo schioccare delle chele degli esemplari di un banco di gamberi pistola può interferire con le apparecchiature sonar militari, problema questo evidenziato nel corso della seconda guerra mondiale, o con l'ascolto, effettuato per fini naturalistici, dei suoni emessi da specie animali più grandi, quali balenottere.

## Biologia
Gli Alpheus heterochaelis vivono principalmente in coppie monogame il cui maschio, maggiormente aggressivo e potente, si occupa di proteggere la compagna. La femmina è ricettiva solo per poche ore, subito dopo la muta. Le uova si schiudono circa quattro settimane dopo essere state deposte e le larve si nutrono esclusivamente dei loro tuorli. Si sviluppano molto rapidamente e attraversano i loro tre stadi larvali in circa cinque giorni. I giovani esemplari hanno chele di dimensioni uguali; con il tempo una di queste due si ingrandisce fino a raggiungere la lunghezza pari a circa la metà del corpo.
Con la chela maggiore, il gambero pistola riesce a produrre delle onde d'urto simili a proiettili, con cui stordisce le prede quali vermi, gamberetti, granchi o altri crostacei e piccoli pesci, conducendo la caccia specialmente di notte. Gli eventuali scontri tra gli esemplari maschi di Alpheus heterochaelis si risolvono senza danni evidenti, poiché la distanza alla quale i due avversari si fronteggiano assicura che i getti d'acqua scambiati reciprocamente risultino inoffensivi; è quindi una lotta ritualizzata che vede vincitore l'esemplare più aggressivo.

## Applicazioni in ingegneria
L’Alpheus heterochaelis è stato oggetto di molte ricerche scientifiche, alcune delle quali allo scopo di utilizzare le peculiarità di tale specie animale in ambito ingegneristico. Una di queste ricerche, condotta dall'agenzia statunitense Defense Advanced Research Projects Agency (DARPA), si concentra sull'utilizzo dell'Alpheus heterochaelis come sistema radar per individuare sottomarini nemici.

## Nella cultura popolare
- Il Pokémon Clauncher ha abilità e fisionomia simili al gambero pistola, a cui sembrerebbe ispirarsi.[13][14]
- La peculiare caratteristica della chela del crostaceo ha ispirato gli sceneggiatori del film di fantascienza Project Power, il cui protagonista, interpretato da Jamie Foxx, assume una droga che gli fornisce gli stessi poteri del gambero pistola.[15]